# Eduard van Westminster

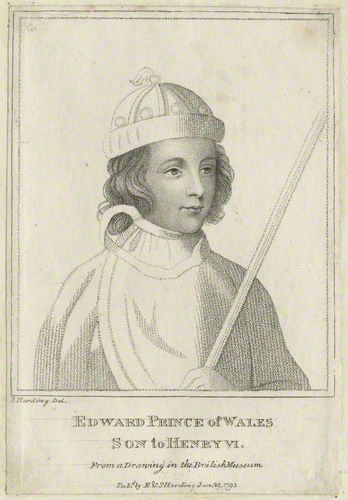
Een achttiende-eeuwse gravure van Eduard van Westminster

Eduard van Westminster (13 oktober 1453 – 4 mei 1471), ook wel Eduard van Lancaster genoemd, was het enige kind van koning Hendrik VI van Engeland en Margaretha van Anjou. Hij was eveneens de enige troonopvolger voor het Huis Lancaster.

## Leven
Eduard van Westminster werd geboren tijdens de Rozenoorlogen tussen het Huis York en het Huis Lancaster. Zijn vader van het Huis Lancaster was de koning van Engeland, maar had een zwakke mentale gezondheid. Hij was mentaal ingestort tijdens de periode waarin Eduard het levenslicht zag en kon hem pas erkennen, als zijn zoon toen hij weer aangesterkt was. Dit voedde de geruchten dat Eduard geboren werd uit een affaire.
Al op zeer jonge leeftijd kreeg hij de titel prins van Wales. De jonge Eduard groeide op in een onstabiele situatie. Zijn vader werd gevangengenomen en hij moest, samen met zijn moeder, vluchten. Ze vluchtten eerst naar Wales en van daaruit naar Schotland, waar Margaretha alles in het werk stelde om de macht van de familie Lancaster terug in ere te herstellen.
Uiteindelijk werd een compromis gesloten tussen de huizen York en Lancaster: koning Hendrik VI Lancaster mocht koning blijven, maar zijn opvolger werd iemand uit het huis York. Margaretha ging hiermee niet akkoord en zocht in het noorden steun voor haar zoon, terwijl in het zuiden het Huis York sympathisanten verzamelde. De strijd was hevig en had wisselende kansen: het Huis Lancaster won de slag bij Wakefield, maar verloor de slag bij Towton en moest terug vluchten naar Schotland. Hier leerde Eduard alles over oorlogsvoering en werd zelf een goed vechter.
Op aanbevelen van de Franse koning Lodewijk XI huwde Eduard van Westminster met Anne Neville, de dochter van de machtige Richard Neville, die een moeilijke relatie had met de familie Lancaster. Richard Neville trok in 1470 in opdracht van Margaretha ten strijde tegen het Huis York, wat resulteerde in het afzetten van koning Eduard IV van Engeland en het op de troon herstellen van Hendrik VI. Hendrik was echter een zwak figuur en werd volledig gecontroleerd door Neville. Dit bleef niet duren. Margaretha en Eduard kwamen aan in Engeland, toen ze hoorden dat Neville verslagen was. Ze haastten zich met hun troepen naar Wales, maar werden de pas afgesneden. Eduard sneuvelde in de slag bij Tewkesbury die daarop volgde. Hoe hij precies aan zijn einde kwam, is onduidelijk. Sommige bronnen zeggen dat hij stierf toen hij probeerde te vluchten, andere bronnen vermelden dat hij werd gevangen genomen en werd geëxecuteerd door het Huis York. De enige opvolger van het Huis Lancaster stierf zo op zeventienjarige leeftijd in 1471, nog geen jaar na zijn huwelijk met Anne Neville. Zij werd uitgehuwelijkt aan Richard van Gloucester, de latere Richard III.

## Persoonlijkheid
Eduard van Westminter werd wreed genoemd. Als kind had hij het, volgens de ambassadeur van het hertogdom Milaan, "enkel maar over het afhakken van hoofden of oorlog voeren, alsof hij alles in handen had of de god van de strijd was of de vreedzame bezitter van deze regering".

## Shakespeare
William Shakespeare gebruikte het verhaal van Hendrik VI en Eduard voor zijn toneelstukken Hendrik VI, deel 1, Hendrik VI, deel 2 en Hendrik VI, deel 3.